# Gene Autry
Gene Autry   (Tioga, 29 de setembre de 1907 - Studio City, 2 d'octubre de 1998) va ser un cantant de country estatunidenc que encarnava el prototip de cowboy i com a tal va participar com a actor en diverses pel·lícules entre els anys 30 i 80, normalment en papers musicals. És l'única persona que té cinc estrelles al Passeig de la Fama de Hollywood, una per cada categoria. Les seves cançons més conegudes són Back in the Saddle Again i Rudolph the Red-Nosed Reindeer, una cançó de Nadal. Pel seu èxit, va tenir un programa propi a la ràdio, que va acabar convertint-se també en una sèrie de televisió. I, fins i tot, es va convernir en protagonista de còmic.